# 沃尔米施泰特
沃尔米施泰特（德語：Wolmirstedt，發音：[ˈvɔlmɪʁˌʃtɛt] ⓘ）是德国萨克森-安哈尔特州伯尔德县的城市，面积54.27平方千米，2023年12月31日人口为11,782人。